# 和气古城址
和气古城址，位于中国吉林省九台市卡伦镇和气村，为一个省级文物保护单位，类型为古遗址，公布时间为2007年5月31日。该文物保护单位由九台市文管所管理。
和气古城址的历史年代为辽金。